# Tindwende Sawadogo
Tindwende Sawadogo, född 22 juli 1995, är en burkinsk simmare.
Sawadogo tävlade för Burkina Faso vid olympiska sommarspelen 2016 i Rio de Janeiro, där han blev utslagen i försöksheatet på 50 meter frisim.